# Tipula (Acutipula) incorrupta
Tipula (Acutipula) incorrupta is een tweevleugelige uit de familie langpootmuggen (Tipulidae). De soort komt voor in het Palearctisch gebied.